# Луїс Усос
Луїс Усос (ісп. Luis Usoz, 19 жовтня 1932 — 10 березня 1992) — іспанський хокеїст на траві.
Бронзовий призер Олімпійських Ігор 1960 року, учасник 1964 року.